# Džamalpur
Džamalpur je mesto na bregu reke Brahmaputre v okrožju Mejmensein. Je upravno središče okrožja Džamalpur in podokrožja Czamalpur Seder. Po popisu prebivalstva Bangladeša leta 2022 ima Džamalpur 158 873 prebivalcev, kar ga uvršča na 31. mesto med največjimi bangladeškimi mesti.